# Zamek w Błoniu
Zamek w Błoniu – nieistniejąca warownia książąt mazowieckich z około 1235-1245 roku leżąca na terenie Błonia w województwie mazowieckim. Składała się z otoczonej wałami wieży na kopcu i romańskiego ceglanego palatium dla księcia. Lokalnie miejsce to jest nazywane Łysą Górą. W literaturze pojawia się też określenie Gród w Błoniu-Radzikowie. 
Teren warowni w XIII wieku wchodził w skład kasztelanii z siedzibą w grodzie w Rokitnie, którego lokalizacja do dzisiaj nie została dowodnie potwierdzona. Około 1235-1245 roku w pobliżu Błonia zbudowano na terenie grodu wieżę na kopcu, w związku z czym warownia ta spełniała schemat motte and bailey. Wieża miała konstrukcję szkieletową, która w dolnej części była wyłożona kamieniami. Kopiec był otoczony fosą i wałem, do którego przylegał majdan o wymiarach 50 x 30 metrów, który także był otoczony wałem. 
Podczas prac archeologicznych na majdanie grodziska odnaleziono relikty ceglanego romańskiego palatium książęcego, przy budowie którego wykorzystano m.in. szkliwione cegły i kształtki z charakterystycznymi dla 2. ćwierci XIII w. nacięciami ukośnymi lub w jodełkę. Palatium miało bok o długości około 9 metrów, jednak długość drugiego boku jest nieznana, ale nie przekraczała 20 metrów. Palatium w Błoniu było więc mniejsze niż powstałe w tym okresie piastowskie palatia w Legnicy i wieża na Ostrowie Tumskim we Wrocławiu.
Fundatorem założenia obronnego mógł być książę Konrad Mazowiecki lub jego syn Siemowit I, który przebywał w Błoniu w dniu 24 czerwca 1261 r., gdy wystawił tu dokument. W 1282 roku w Błoniu dokument wystawił jego syn książę Konrad II Siemowitowic. 
Do zniszczenia warowni doszło w 1286 lub 1287 roku w trakcie odwetowej wyprawy księcia Leszka Czarnego przeciwko Konradowi II Siemowitowicowi. 

Po stronie zachodniej grodu w Błoniu w odległości około 1,5 km istniał gród w Osieku, a po wschodniej gród w Kopytowie. 

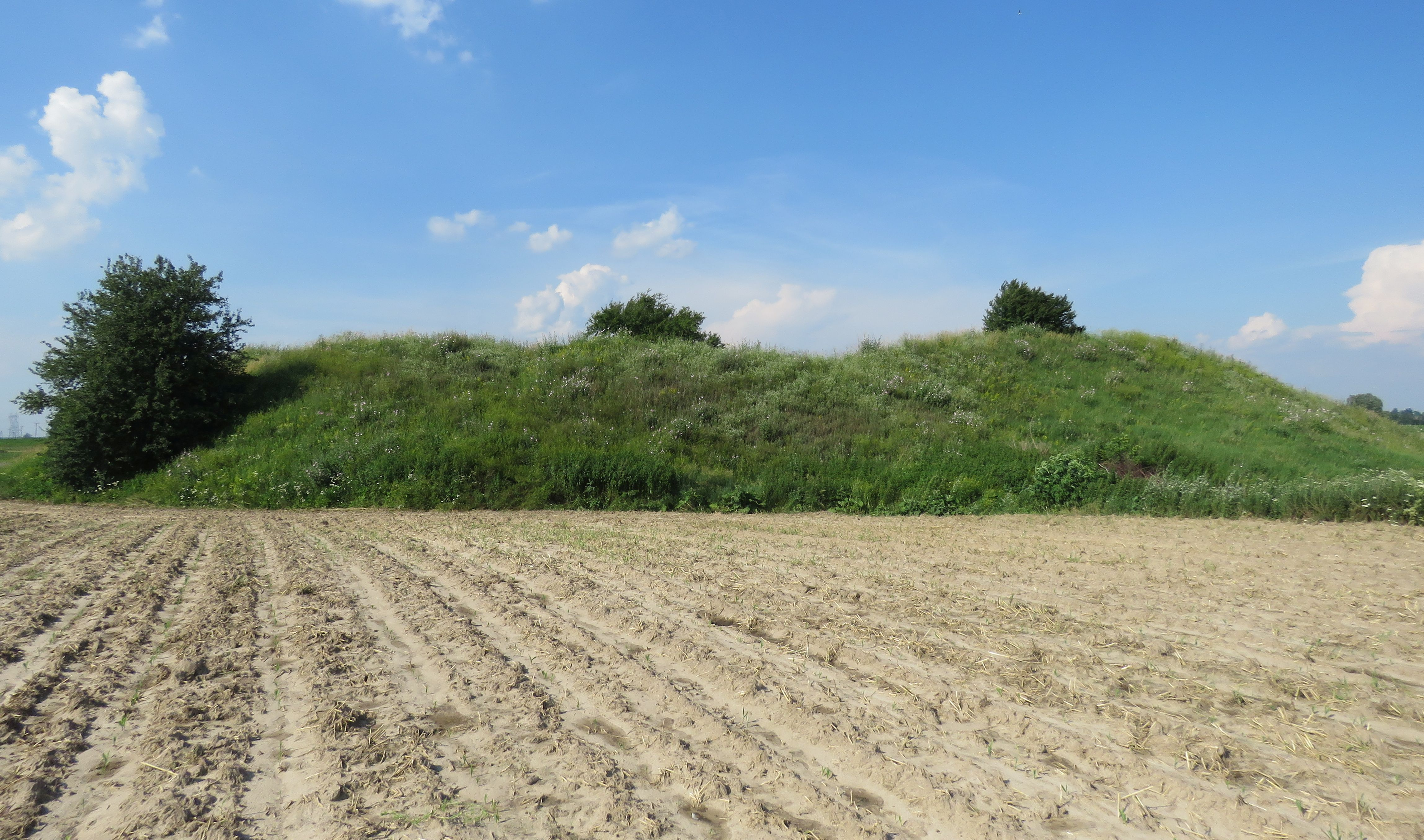
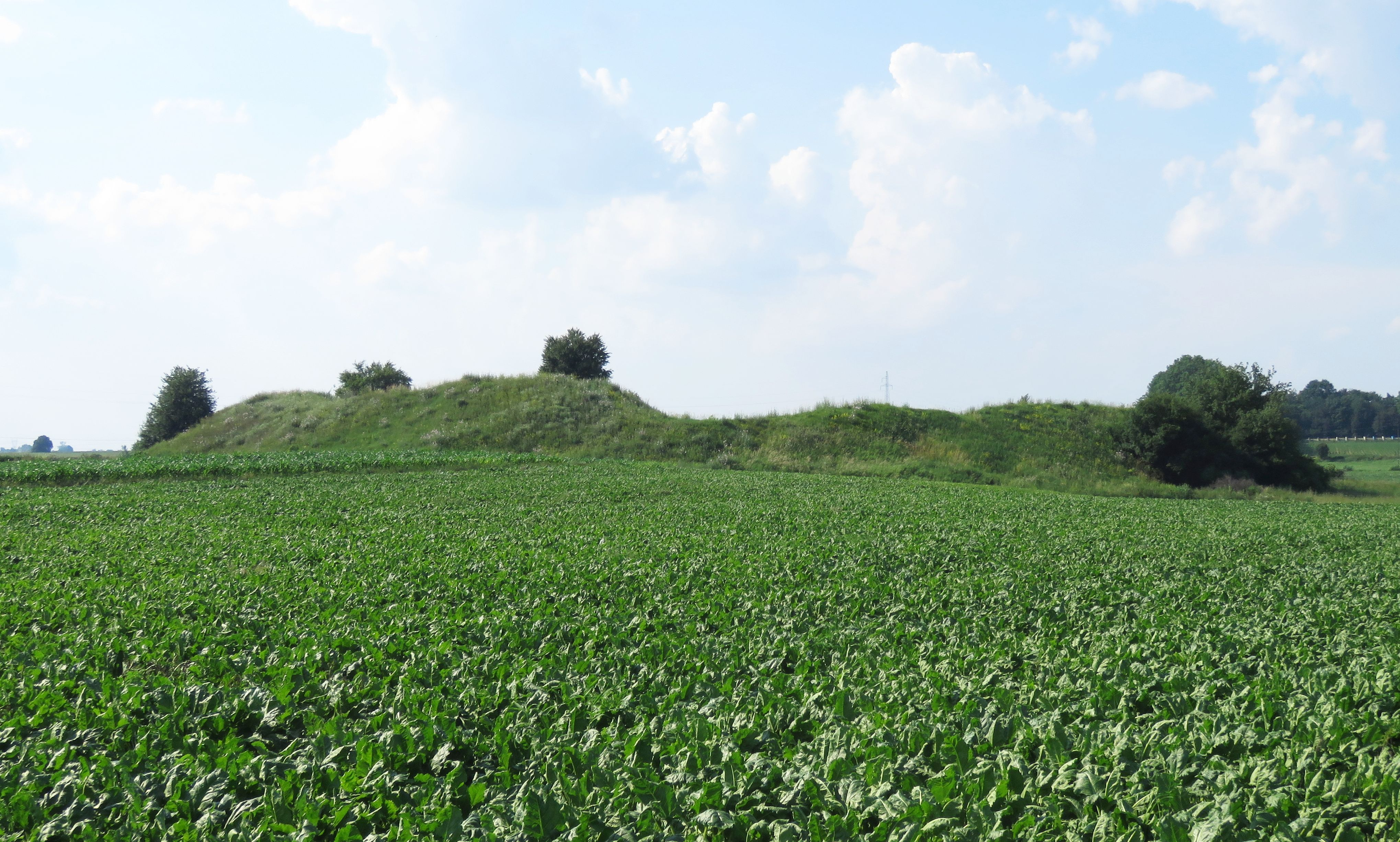
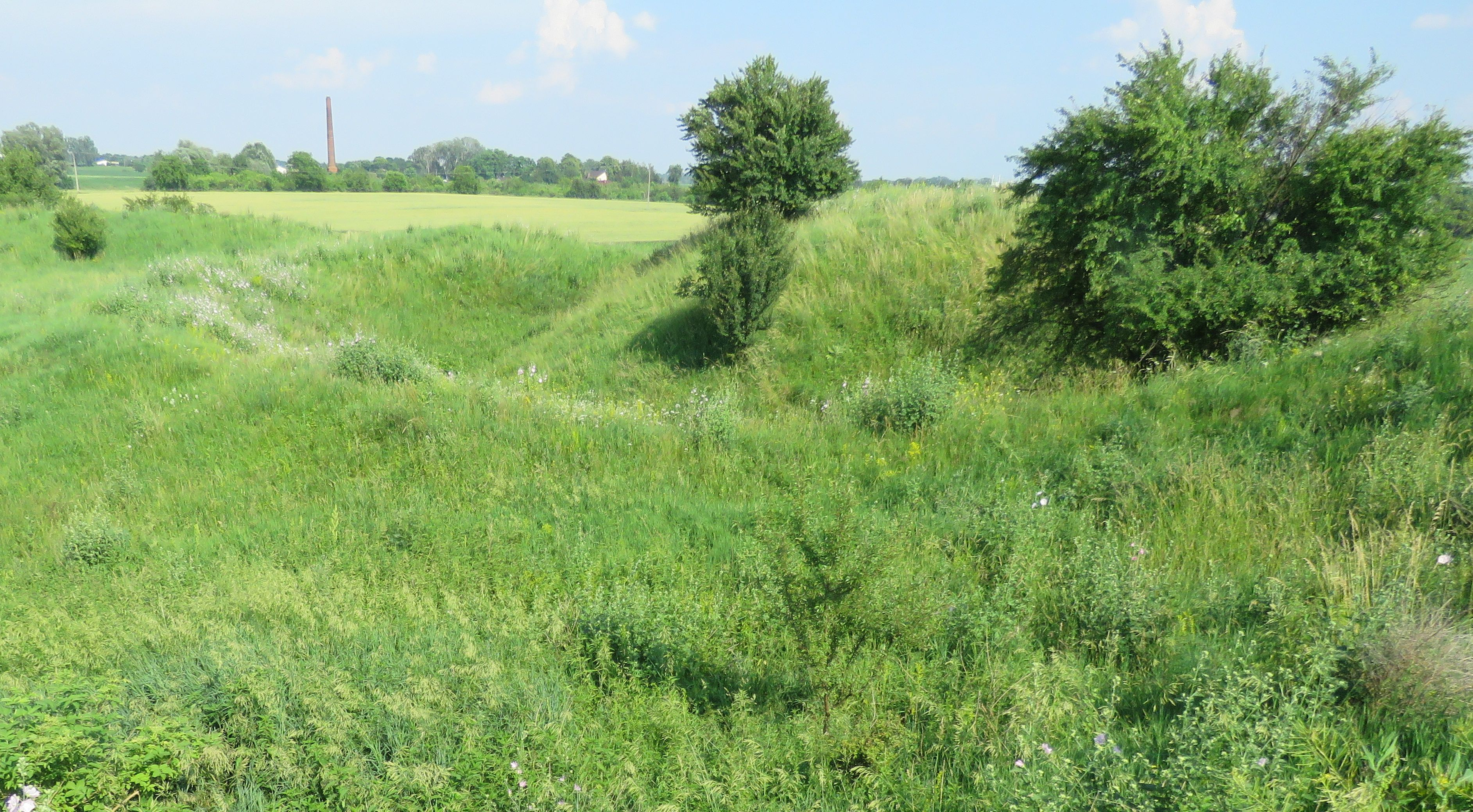
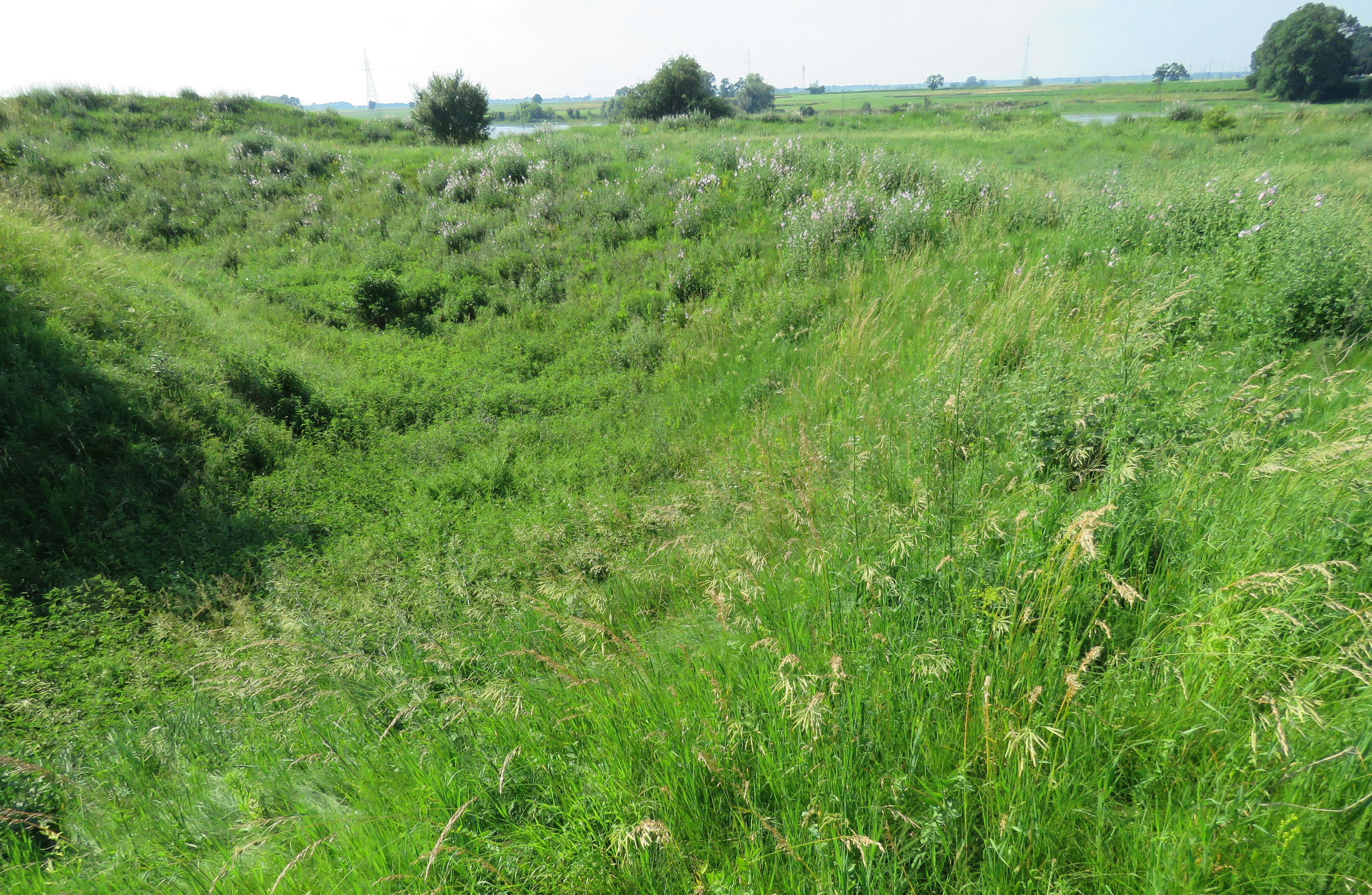